# NGC 7208
NGC 7208 ist eine irreguläre Galaxie vom Hubble-Typ I0 im Sternbild Piscis Austrinus am Südsternhimmel. Sie ist schätzungsweise 199 Millionen Lichtjahre von der Milchstraße entfernt und hat einen Durchmesser von etwa 95.000 Lichtjahren.
Das Objekt wurde am 28. September 1834 von John Herschel entdeckt.